# 拙政園
拙政園（せっせいえん、簡体字中国語: 拙政园、拼音: Zhuó Zhèng Yuán）は中華人民共和国江蘇省蘇州市姑蘇区の東北街178号に位置する明代の庭園、江南四大庭園の一つ。中国国務院により最初の中華人民共和国全国重点文物保護単位の一つとして公表された。1997年、留園を含めた蘇州古典園林は世界文化遺産として登録された。中国の5A級観光地（2007年認定）。

## 名称
晋代潘岳の『閒居賦』では「灌園鬻蔬，以供朝夕之膳，是亦拙者之為政也」。

## 特徴
拙政園は敷地面積78ムー（52,000平方メートル）を有し、東部・中部・西部の3つのエリアに分かれる。また、住宅部分は現在、園林博物館の展示ホールとして利用されている。東部は明るく開放的で、平らな丘や遠山、松林の芝生、竹林を流れる小川が特徴である。中部は拙政園の中心であり、池が全体の3分の1を占め、水を主体とした設計となっている。池の周囲には広い水面や茂る樹木、変化に富んだ建築が配置され、主従が明確である。西部は曲尺形の池を中心に、台館が向かい合い、回廊が波のように起伏し、水面の反射が美しい。装飾は華麗で精緻であり、主要な建築は住宅に隣接する「三十六鴛鴦館」である。

## 歴史
明代正徳四年(1509年)より築かれた。